# Hănțești
Hănțești is een Roemeense gemeente in het district Suceava.
Hănțești telt 3986 inwoners.